# 御杖村
御杖村（日语：／ Mitsue mura */?）是位於日本奈良縣東部，也是全奈良縣地理位置最東端的行政區劃。轄區位於室生火山群之間，以櫻峠為分界，東半部屬於名張川流域，西半部則是青蓮寺川流域。

## 人口
| 御杖村人口分布圖 |                                               |  |
| 御杖村與日本全國年齡別人口分布比較圖 （2005年資料） | 御杖村的年齡、男女別人口分布圖 （2005年資料） |  |
| ■紫色是御杖村 ■綠色是全国 | ■藍色是男性 ■紅色是女性                       |  |
| 御杖村人口變化 \| 1970年 \| 3,852人 \| \| \| 1975年 \| 3,593人 \| \| \| 1980年 \| 3,430人 \| \| \| 1985年 \| 3,287人 \| \| \| 1990年 \| 3,035人 \| \| \| 1995年 \| 2,840人 \| \| \| 2000年 \| 2,623人 \| \| \| 2005年 \| 2,366人 \| \| \| 2010年 \| 2,102人 \| \| \| 2015年 \| 1,759人 \| \| \| 2020年 \| 1,479人 \| \| |                                               |  |
| 資料來源：日本總務省統計中心提供之人口普查數據 |                                               |  |
| 1970年 | 3,852人                                       |  |
| 1975年 | 3,593人                                       |  |
| 1980年 | 3,430人                                       |  |
| 1985年 | 3,287人                                       |  |
| 1990年 | 3,035人                                       |  |
| 1995年 | 2,840人                                       |  |
| 2000年 | 2,623人                                       |  |
| 2005年 | 2,366人                                       |  |
| 2010年 | 2,102人                                       |  |
| 2015年 | 1,759人                                       |  |
| 2020年 | 1,479人                                       |  |

## 歷史
在令制國時代屬於大和國宇陀郡，過去曾位於自畿內前往伊势神宫的伊勢本街道上；江戶時代末期為五條代管所的知行領地，19世紀末明治維新後，曾先後隸屬奈良縣、堺縣、大阪府，直到1887年重新恢復設置奈良縣後，才再次隸屬奈良縣。
1889年日本實施町村制，設立了御杖村，直到今天御杖村都未曾與周邊行政區劃整併。
2000年代的平成大合併期間，御杖村最初曾被規劃與宇陀郡內其他町村合併，但在2003年御杖村與曾爾村一同退出了宇陀地區合併協議會（宇陀地區合併協議會其餘町村最終合併為宇陀市），並在2004年另組曾爾御杖合併協議會，但這兩村對於合併工作的細節未能達成共識，因此2005年即放棄合併，解散合併協議會。

## 交通
村內並無任何鐵路路線通過，因此村內交通主要是經由西日本旅客鐵道大阪線的榛原車站轉乘宇陀地域連携社區巴士，或是在名張車站轉乘三重交通的巴士，再轉乘村內的社區巴士－御杖互動巴士，才能抵達村內。

## 外部連結
- （日語） 御杖村森林組合 （页面存档备份，存于）